# Йоганнес Христоффел Ян ван Мастенбрук
Йоганнес Христоффел Ян ван Мастенбрук (нід. Johannes Christoffel Jan von Mastenbroek; нар. 5 липня 1902, Дордрехт, Нідерланди — пом. 23 травня 1978, ?) — головний тренер збірної Голландської Ост-Індії на чемпіонаті світу 1938 року у Франції.

## Життєпис
Йоганнес Христоффел Ян ван Мастенбрук народився та виріс у місті Дордрехт, син портного Класа Мастенбрука та Говердіни Раквіц. У 1924 році він одружився з Йоганною ван ден Бовенкамп у Генгело, де в той час він працював шкільним вчителем.
Він був головним тренером збірної Голландської Ост-Індії і викликав сімнадцять футболістів для підготовки до чемпіонату світу у Франції. У Нідерландах команда провела два товариських матчі проти місцевих клубів («ГБС Ден Гааг» та ГФК Гарлем). На цей турнір Голландська Ост-Індія потрапила в зв'язку відмовою брати в ньому участь збірної Японії. 
На початку червня 1938 року збірна вирушила на мундіаль, який став для Голландської Ост-Індії та Індонезії першим в історії.Збірна Голландської Ост-Індії зіграла одну гру в рамках 1/8 фіналу, 5 червня в Реймсі, в якій поступилася майбутньому фіналісту турніру Угорщині з рахунком (0:6). Після повернення до Нідерландів, 26 червня, збірна провела товариський матч зі збірною Нідерландів на Олімпійському стадіоні в Амстердамі. Зустріч завершилася перемогою нідерландців з рахунком 9:2. Паралельно з тренерською діяльністю обіймав посаду віце-президента Олімпійського комітету Голландської Ост-Індії.
У 1955 році на запрошення Яна Гортсмана зайняв посаду Директором муніципального комітету спорту в Енсхеде. У муніципалітеті також віжповідав за бейсбол та софтбол і працював у клубі «Текс Таун Тайгерс».